# Liste de records du monde masculins du 3 000 mètres en patinage de vitesse sur piste courte
Cette page contient l'historique des records du monde masculins du 3 000 m en patinage de vitesse sur piste courte tels qu'ils sont reconnus par l'Union internationale de patinage.
| Nom                 | Temps          | Date             | Lieu           |
| ------------------- | -------------- | ---------------- | -------------- |
| Louis Grenier       | 5 min 33 s 33  | 10 avril 1983    | Tokyo          |
| Tatsuyoshi Ishihara | 5 min 8 s 15   | 14 avril 1983    | Nagoya         |
| Tatsuyoshi Ishihara | 5 min 4 s 24   | 17 mars 1985     | Amsterdam      |
| Chae Ji-hoon        | 5 min 0 s 83   | 16 janvier 1993  | Lake Placid    |
| Marc Velzeboer      | 5 min 0 s 24   | 5 mars 1995      | La Haye        |
| Lee Seung-chan      | 4 min 53 s 43  | 23 novembre 1997 | Pékin          |
| Kim Dong-sung       | 4 min 46 s 727 | 8 novembre 1998  | Székesfehérvár |
| Steve Robillard     | 4 min 38 s 061 | 13 octobre 2002  | Calgary        |
| Ahn Hyun-soo        | 4 min 32 s 646 | 7 décembre 2003  | Pékin          |
| Noh Jin-kyu         | 4 min 31 s 891 | 19 mars 2011     | Varsovie       |